# Cofán
El grup ètnic A'i, coneguts com a Cofán o Kofán, són un poble amerindi que habita al nord-oest de l'Amazonia en comunitats disperses en la frontera entre Colòmbia i l'Equador, concretament entre el riu Guamés i l'Aguaricó.

## Llengua i familia lingüística
El nom ètnic pel qual són coneguts és Cofán o Kofán, tot i això, la denominació tradicional amb la qual s'identifiquen és A’i. La llengua que pertany al poble A’i s'anomena A’ingae, que s'identifica amb un alfabet similar a l'espanyol, de 36 fonemes, 28 d'elles consonants. No ha pogut ser classificada dins de cap de les grans famílies lingüístiques, encara que hi ha hagut un intens debat. Alguns historiadors han intentat ubicar-la com Arawak, d'altres experts la consideren part del Macro-Chibcha o Chibchano-Paezano i altres la relacionen amb les llengües andines o amb les llengües barbacoanes. L'accelerada pèrdua lingüística ha influenciat àmpliament les comunitats: el predomini de la cultura del colon determina que en alguns casos la llengua que es parli quotidianament sigui l'espanyol, fet que agreuja els problemes que té l'educació bilingüe entre els cofans.

## Situació geofràfica, demografia i breu història

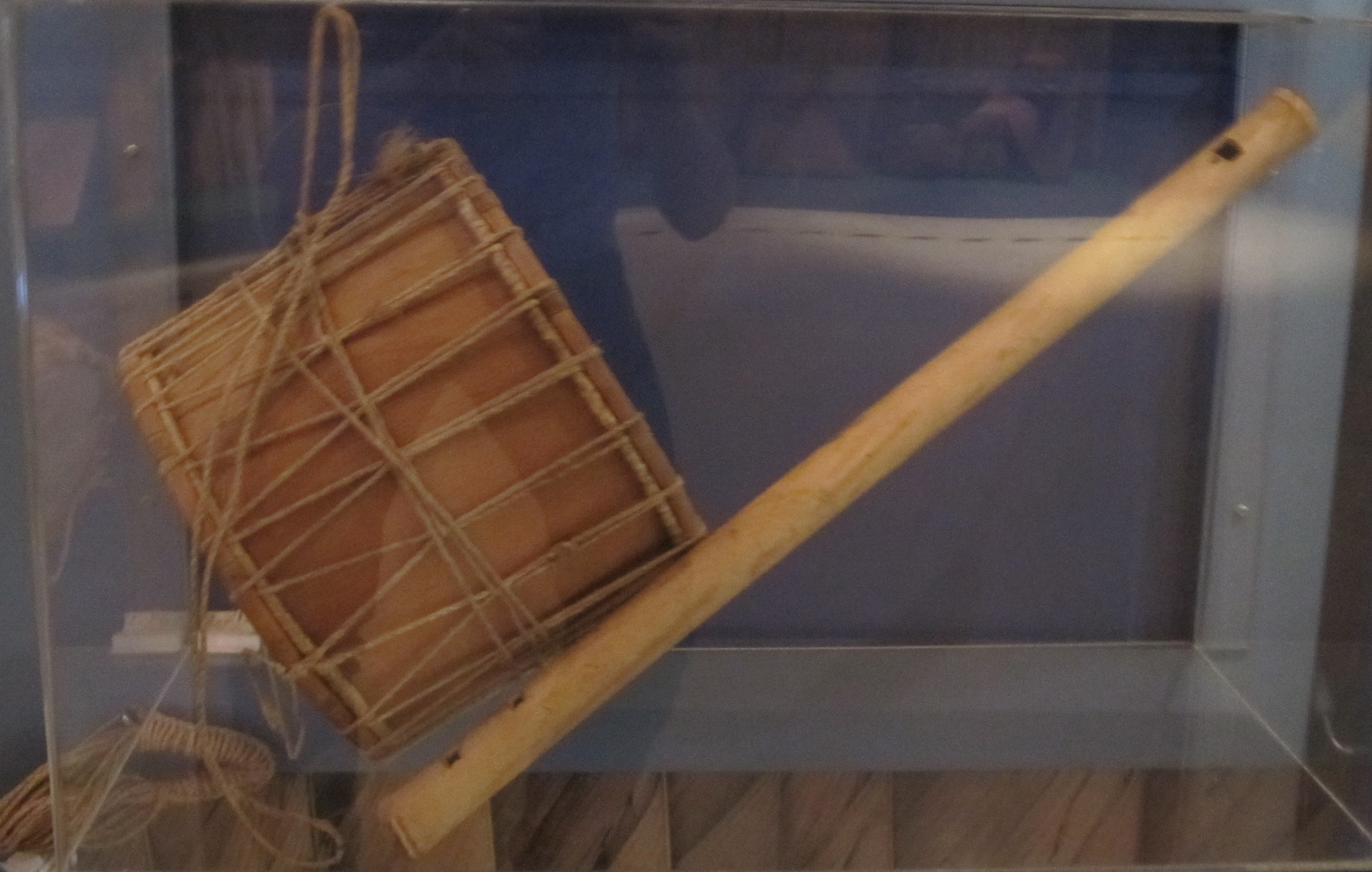
Instruments musicals Cofan

Aquestes comunitats es troben a l'Amazònia Andina, localitzades geogràficament disperses per la frontera entre Colòmbia i l'Equador. Les principals comunitats dels Cofán a Colombia l'any 1923 van ser concentrades en un únic lloc: San Savarín, en el riu San Miguel. Tot i això, les epidèmies van reconduir la població a una dispersió pels rius San Miguel, Guamués, Putumayo i Aguarico. Actualment s'ubiquen en cinc comunitats en la conca de l'Aguarico i San Miguel: Dureno, Duvuno, Sinangué, Zábalo i Chandia na’en. Respecte a l'Equador, les zones principals són les del Dureno, Duvuno, Sinangoe, Chandia nae y Zábalo, ubicats en la llera dels rius Aguaricó, Bermejo i San Miguel.
Respecte a la demografia, destacar que en el moment de la conquesta de la població cofán variava entre 10.000 i 15.000 habitants aproximadament; tot i això, les conseqüències de les epidèmies portades pels conquistadors van accelerar un evident decreixement demogràfic de l'ètnia. En l'actualitat, i segons la informació proporcionada pels presidents de les comunitats són un total de 627 habitants. La història d'aquesta ètnia ha estat una de les més desconegudes i confuses de l'Amazònia equatoriana, ja que per una part hi va haver un excessiu control dels missioners, els quals fins l'època dels 70’s van ser els únics a realitzar treballs sobre aquest poble, i per altra banda, pel desinterès etnogràfic dels investigadors. Les fonts etnohistòriques disponibles han inclòs els A’i dins d'altres comunitats o pobles, com per exemple els Quijos. Durant el període colonial van ser descrits pels cronistes espanyols com Ceballos (1960) com a individus ideològicament sensats però molt ferotges i indomables. Durant el període 1870-1920, l'ètnia va ser involucrada en les activitats d'extracció del cautxú, sense ser esclavitzada ni sotmesa mitjançant estructures de violència, sinó reclutada seguint una modalitat d'adhesió o endeutament. L'arribada de l'Instituto Linguistico de Verano (ILV) va marcar un punt d'inflexió en la història d'aquestes comunitats, que va produir un impacte principalment en les formes d'ocupació de l'espai. De l'assentament dispers significatiu dels A’i es va passar a una centralització de poblats que van obligar a modificar el seu sistema social, i que sobretot constituïen una amenaça per a la proliferació d'epidèmies transmeses pels missioners.
L'habitatge, l'alimentació o l'economia van ser també àmbits afectats per aquestes modificacions. L'any 1964, l'Estat d'Ecuador va entregar concessions petroleres al consorci Texaco Gulf i va iniciar-se un període de concessions de blocs en la qual participaven diverses companyies transnacionals. Amb aquest fet es reiniciava una vinculació de la Amazònia i la seva riquesa de productes a les xarxes de comerç internacionals. Els A’i, en ser el poble més pròxim a la zona petrolífera de Lago Agrio, van ser uns dels primers en sentir aquest xoc. El fraccionament del seu territori a causa de la creació de carreteres va causar una readequació i un important moviment de resistència, influenciant també la mitologia, les practiques rituals o l'organització social, ja que molts espais van quedar exclosos del seu control.
A part de les instàncies internacionals ja esmentades anteriorment, hi ha dues organitzacions que representen la nacionalitat cofán, la Federació Indígena de la Nacionalitat Cofán del Equador (FEINCE), que implica i està interconnectada amb d'altres organitzacions que lluiten pels drets indígenes, i la Fundació per a la Supervivència Cofán (FSC), una entitat no governamental que estableix vincles nacionals i internacionals amb el principal objectiu d'obrir un espai de comunicació a favor de la nacionalitat cofàn i la selva.

## Sistema econòmic
A continuació es mostrarà el funcionament del sistema econòmic tradicional, de totes maneres no el podem considerar sense entendre l'organització social i política que mostrarem més endavant. S'han caracteritzat per ser horticultors, pescadors i caçadors-recol·lectors. Han treballat amb aliments com el blat de moro, iuca, plàtan, fesolí, cafè, arròs i arbres fruiters. Tot i això, amb l'arribada dels colons i els posteriors missioners, el sistema econòmic es va veure àmpliament modificat, alguns homes van passar a treballar com a jornalers a les finques dels colons, i les dones es van dedicar a l'elaboració i la posterior comercialització d'artesanies, com per exemple en fibres naturals, fang o llavors.

## Organització social i política
Tradicionalment, l'organització social cofán estava composta per varies famílies nuclears dins d'un mateix habitatge. Actualment, el sistema parentiu és nuclear, molt semblant al que trobem al nostre context: famílies compostes pels progenitors i la seva descendència. Seguint la línia d'organització social tradicional, veiem que l'articulació entre la natura, la persona i la família són fonamentals per a consolidar el procés de socialització que caracteritza aquesta ètnia. Com veurem també en el sistema de creences, aquest inputs que integren el background cultural dels A’i són transmesos principalment de forma oral, on cada membre de la família adopta un paper concret en la criança de l'individu. Seguint amb l'obra de Ruiz (1997), podem veure com els moments en què es dona l'enculturació son variats i complexos, ja que s'ha d'entendre aquesta transmissió de forma holística, tant en la vida quotidiana, com en els moments i les pràctiques rituals (com la caça, pesca, recol·lecció, horticultura itinerant, llegendes i tradicions...). Aquest procés segons l'autora depèn tant del sexe, com de l'edat o del rol que son susceptibles d'adoptar una vegada siguin adults. Actualment, hi ha una forta influència del model occidental en relació als processos d'aculturació dels cofán, ja que la supremacia i hegemonia d'aquest sistema és extremadament invasiva. Les perspectives a favor del desenvolupament eclipsen i situen en segon lloc l'organització legítima del poble dels A’i. Recuperant una cita de la confederació d'organitzacions indígenes d'Ecuador, veiem com la manera tradicional, l'educació que s'ha ofert als pobles indígenes ha estat orientada a cercar-ne la integració indiscriminada, imposant el castellà i l'occidental com a única alternativa vàlida d'educació. Com podem veure, la forta opressió del sistema occidental condiciona significativament l'organització que tenen els cofán en l'actualitat.

## Cosmologia i sistemes de creences
L'entramat simbòlic que caracteritza l'ètnia cofán és transmès de forma oral de generació en generació. Aquest complex cosmològic està integrat per un compendi de mites que expliquen en profunditat, des de la gènesi fins als punts d'inflexió més importats que han caracteritzat aquest grup ètnic. D'aquesta manera, tal com s'ha observat ja amb la seva història, el seu sistema de creences s'ha vist afectat pels esdeveniments que han succeït després de la colonització occidental. Segons Borman (1990) en la seva recopilació de llegendes dels cofán, les variables que donen relació a aquestes modificacions dins l'esfera cosmològica són les següents: el contacte amb altres grups ètnics, la influència dels colonitzadors espanyols i l'ontologia dels mètodes endevinatoris. Com ja s'ha esmentat anteriorment, aquests inputs han condicionat en major o menor mesura l'esdevenir dels A’i i de les formes que tenen d'interpretar la realitat que els envolta. D'aquesta manera tot i que és la tradició oral, la que facilita innovacions i és inherentment susceptible al canvi, la percepció que ens proporcionen aquestes llegendes és invalorable per arribar a comprendre el rerefons cultural i cosmovisió del Cofán. Com podem veure, són aquests mites en forma de llegendes els que vertebren i estructuren la seva cosmovisió. La classificació que utilitza Borman per ordenar aquest compendi són les següents classificacions: llegendes antigues cofans que inclouen Déu i contes de la creació, llegendes cofans antigues: pre-conquestes i pre-ayahuasca, llegendes de l'època intermediària cofà, ús d'ayahuasca, llegendes de l'època postconquesta (1990). Com s'observa, hi ha punts d'inflexió que fan referència a l'abans i després de l'ús de l'ayahuasca per a la conformació de llegendes y de les que són fetes després de la conquesta espanyola.
Segons Lucy Ruiz (1997), per entendre la relació entre els A’i i la natura, és imprescindible entendre la figura del xaman com a eix articulador entre el sistema de creences, l'organització política i l'econòmica. És per això, que és important considerar el paper de la medicina tradicional i del seu representant, en la formació del teixit que envolta la manera que tenen d'interpretar el món. Per acabar, i partint de la informació en línia extreta del museu Abya-yala de la Universitat Politècnica Salesiana (Quito) en relació al sistema de creences dels cofán, veiem que consideren que l'univers va ser creat en el temps primordial per Chiga, que sempre va estar aquí. En el temps present distingeixen el pla celeste, on viuen els astres; el pla terrestre, on hi ha el bosc, el riu i la muntanya, on han de ser respectats els cucuya, éssers poderosos com el jaguar o la boa; i el pla subterrani, on viuen els cuancua. El xaman té un paper important i destacable en la comunitat i en la seva relació amb l'univers, i es considera com un cucuya que maneja sàviament el yagé i el tabac, i els seus símbols més representatius en la cultura són el sol i la lluna. Consideren que quan el xaman pren el yagé té el poder de mirar al futur i veure els esperits malignes; el xaman també pot convertir-se en boa o en tigre. La bipartició és una forma en què ells veuen a l'univers, tot té el seu complement. Pels cofán, educació i cultura estan fonamentades en quatre pilars: el pensament de la gent gran, les llengües natives, les plantes sagrades i les normes i els valors de la cultura.

## Relacions interètniques i situació actual respecte de l'estat nacional
Les/els cofán, igual que tots els pobles indígenes mantenen relacions interètniques. Tanmateix, segons l'autora, veiem que actualment les relacions que mantenen els cofán amb altres grups ètnics són, per una banda de reciprocitat, sense conflicte (amb els sionas, secoyas i altres pobles veïns) i de conflictives amb els shuar i els quichua, arran dels diferents nivells d'integració social entre els pobles més o menys nombrosos. Aquesta relació conflictiva amb els dos grups ètnics esmentats és degut a les estratègies que utilitzen els grups més nombrosos, per a reivindicar el dret de propietat de la terra. Aquestes relacions, com bé indica Ruiz (1997) són improductives, ja que “este proceso lejos de ser un problema moral de malos o buenos es un problema de lucha por la sobrevivencia frente al cual unos y otros defienden el derecho a ocupar la Amazonía (...) lo cual conduce a conflictos interétnicos que en lugar de aunar fuerzas para enfrentar el proceso de organización del movimiento indígena, inciden en su fraccionamiento-